# شرارة (نار)

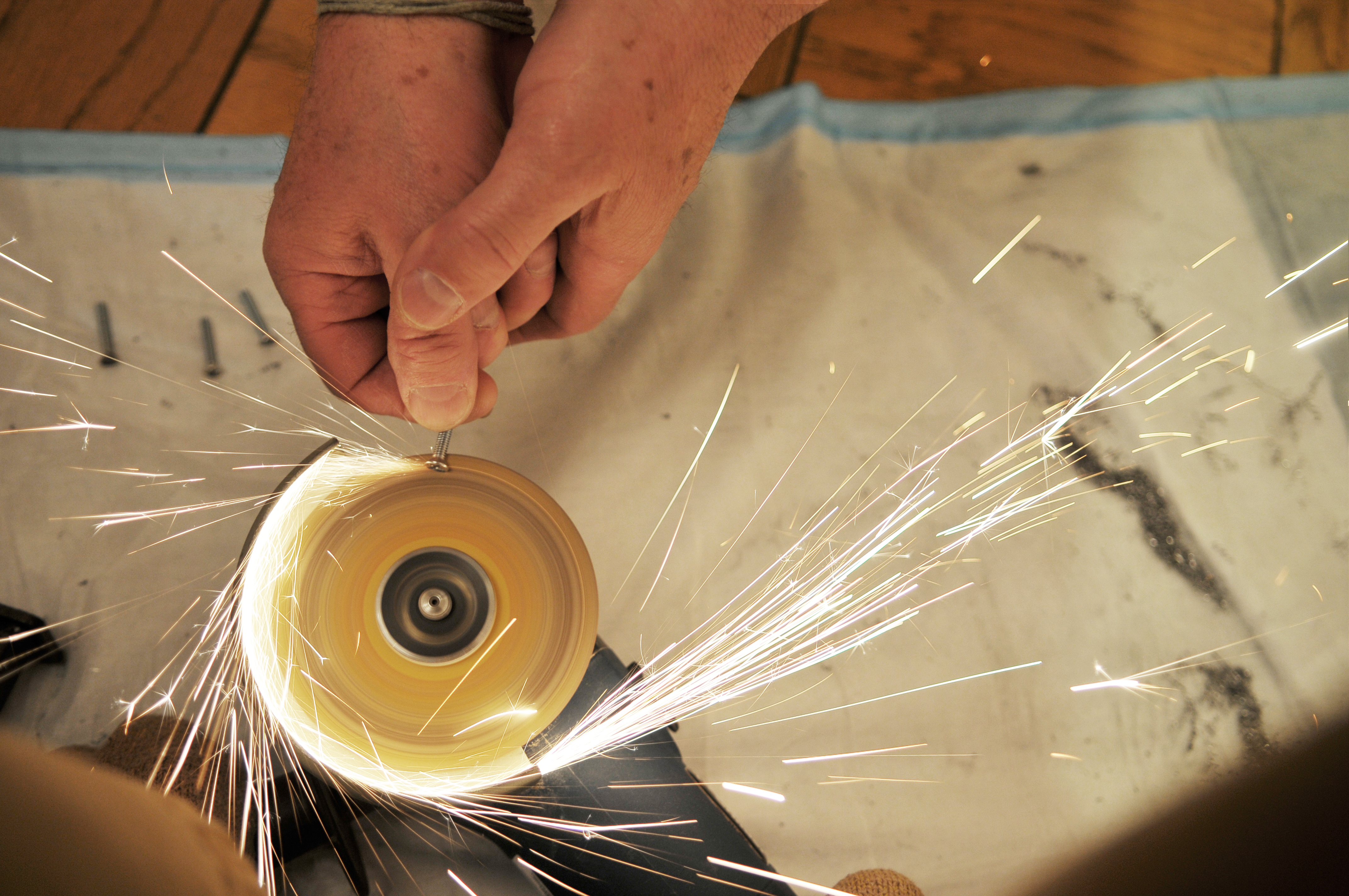
شرارات من برغي مثبت على مطحنة

الشرارة، هي جسيم متوهج.  يمكن أن تنتج الشرر عن طريق الألعاب النارية، أو تشغيل المعادن، أو كمنتج ثانوي للحرائق، خاصة عند حرق الأخشاب .

## الألعاب النارية

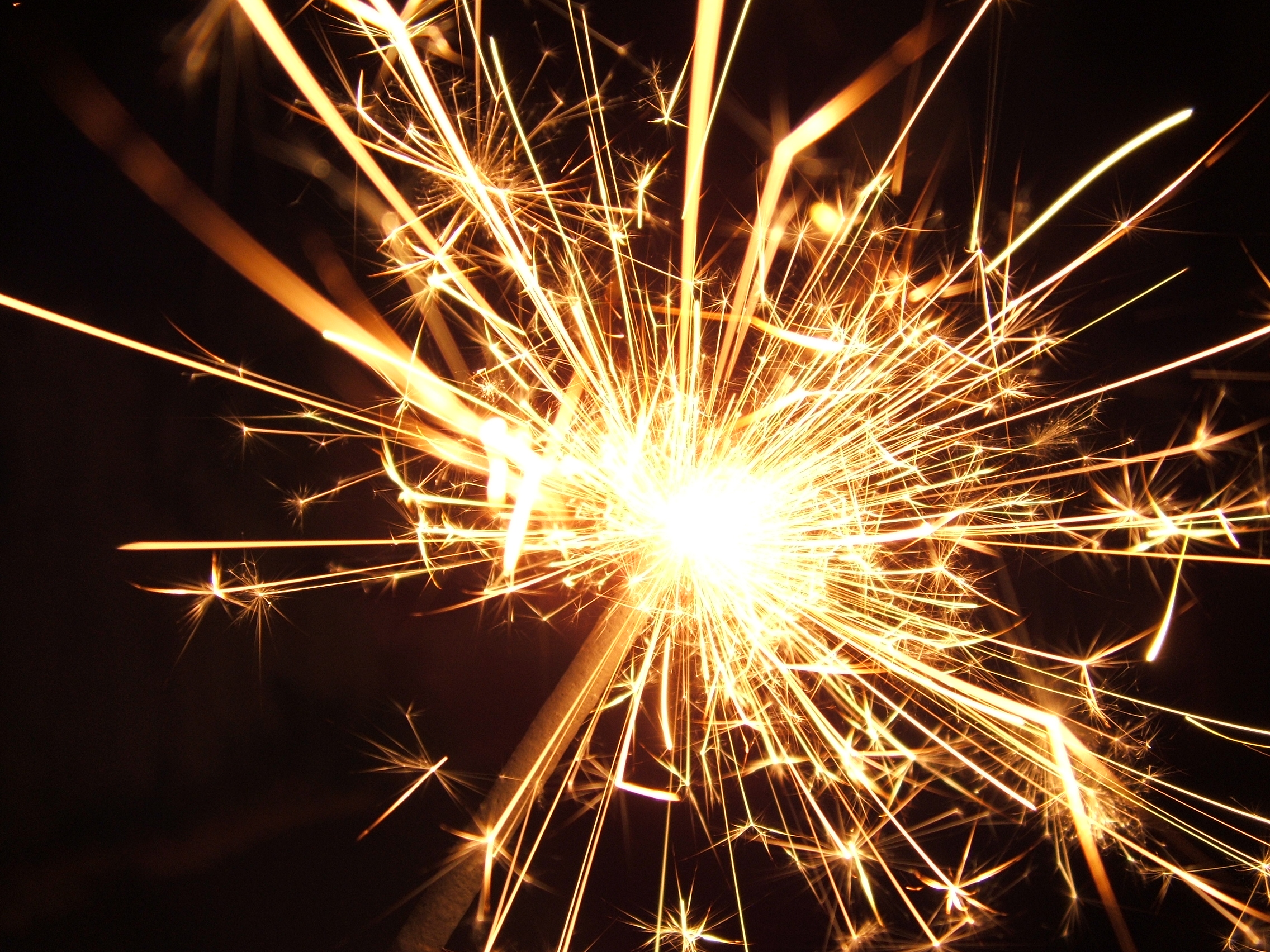
شرارات من الألعاب النارية الماسة.

في فن الألعاب النارية، يمكن استخدام الفحم وبرادات الحديد والألمنيوم، والتيتانيوم، وسبائك معدنية مثل الماغنيزيوم لإنشاء الشرار. يعتمد كمية ونمط الشرار التي تنتج على تركيب المعدن وسهولة اشتعاله، ويمكن استخدامها لتحديد نوع المعدن عن طريق اختبار الشرارة. في حالة المعدن الحديدي، يكون الكربون ضروريًا، مثلما يوجد في الفولاذ الكربوني المحتوي على نسبة 0.7%، تكون الشرار كبيرة وجميلة ومتشعبة. يحترق الكربون بشكل مُنفجر في المعدن الساخن وينتج ذلك شرارات جميلة ومتفرعة. تحدد لون الشرار المستخدمة في فن الألعاب النارية المادة التي يُصنع منها الشرار، ويمكن إضافة مركبات كيميائية مختلفة لبعض المواد للتأثير بشكل إضافي على لون الشرار. اللون الأساسي للشرار محدود إلى الأحمر/البرتقالي، والذهبي (الأصفر)، والفضي (الأبيض). يفسر ذلك انبعاث الضوء من جسيم صلب. يُعرَّف الضوء المنبعث من الجسيمات الصلبة بإشعاع الجسم الأسود. يُتَحكَّم في درجة حرارة الشرارة من خلال قدرة المعدن على التفاعل. المعادن عالية النشاط تؤدي إلى شرار أكثر حرارة. عُثِر على أن الكهرسلبية، هي مؤشر مفيد لتقدير درجة الحرارة وبالتالي لون الشرارة. لتحقيق ألوان مختلفة عن المشعات ذات الجسيم الصلب، يتطلب الأمر احتراق المعدن في الطور البخاري. مثال نموذجي هو الزنك، والذي يغلي عند درجة حرارة منخفضة تبلغ 1180 كلفن. تظهر شرار الزنك مظهرًا غير عاديًا أبيض/أخضر شاحب. يمكن الحصول على شرار غريب من مسحوق الإربيوم. يتحول هذه الشرار بين احتراق السطح والطور البخاري، وبالتالي بين الانبعاث البرتقالي (الجسم الأسود) والأخضر (محدد العنصر). يعتمد تغيير اللون على درجة الغليان الوسيطة للإيربيوم، الذي يحترق جزئيًا فقط في الطور البخاري.

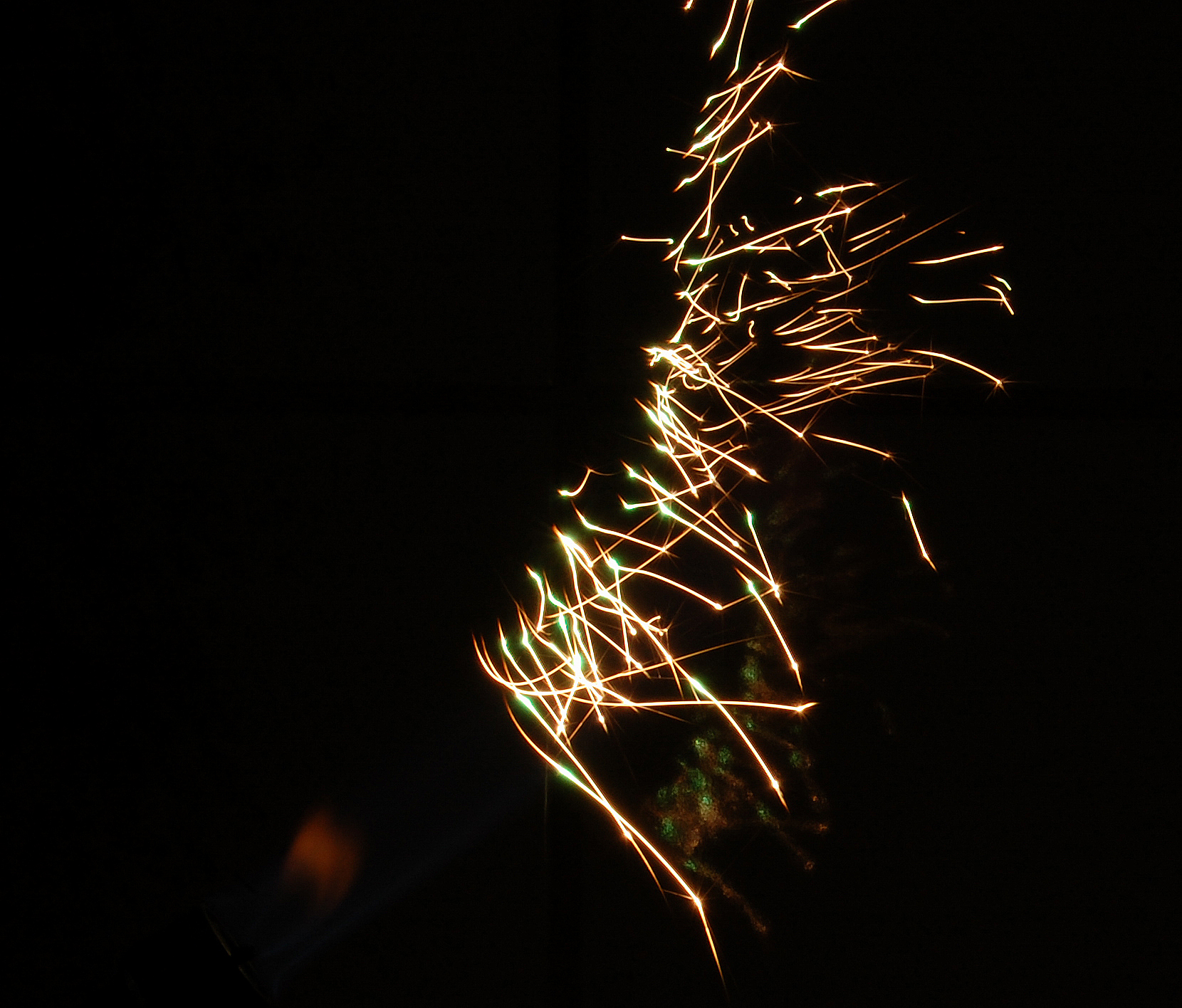
شرارات متغيرة اللون من مسحوق الإربيوم بمراحل شرارة ذهبية وخضراء.

يمكن أن تشكل العناصر الأرضية النادرة المجاورة الثوليوم، واللوتيتيوم، والإيتريوم شرارات متغيرة اللون أيضًا، على الرغم من أن رؤية كلا المرحلتين من الشرارة نفسها تكون أقل وضوحًا بسبب انخفاض (Tm) أو ارتفاع (Y ، Lu) نقطة غليان المعدن.  يمكن استخدام السبائك التي تحتوي على معدن واحد على الأقل مع نقطة غليان منخفضة للتحكم في لون الشرارة.  يتبخر مكون الغليان السفلي ويحترق في مرحلة البخار ، بينما يعمل المعدن ذو نقطة الغليان العالية كحامل. في مرحلة البخار، يحدث انبعاث ضوئي لامع خاص بالعنصر. على سبيل المثال، الإيتربيوم سهل الانصهار - سبائك النحاس تشكل شرارات خضراء طويلة، بينما يظهر مبيد سيليكات الليثيوم المحترق شرائح شرارة حمراء طويلة.  تُحَدَّد مدة وجود الشرارة من خلال الحجم الأولي للجسيم، مع حجم أكبر يؤدي إلى شرارة تدوم طويلاً. 
المعادن ذات الموصلية الحرارية المنخفضة، جيدة بشكل خاص في إنتاج الشرر. التيتانيوم، والزركونيوم جيدان بشكل خاص في هذا الصدد ولذا يستخدمان الآن في الألعاب النارية. من ناحية أخرى، النحاس لديه موصلية عالية وبالتالي فهو ضعيف في إنتاج الشرر. لهذا السبب، تُستخدم سبائك النحاس مثل برونز البريليوم لصنع أدوات السلامة التي لن تتسبب في إنتاج الشرر بسهولة. 

## الصوان والصلب

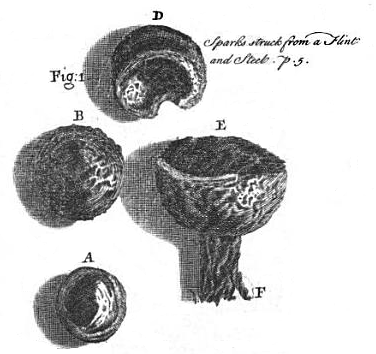
البقايا الباردة من الشرر الفولاذي ضرب روبرت هوك باستخدام الصوان. جُمِعت على الورق ودُرِست باستخدام مجهره المبكر ورسمت باليد.

أعاد روبرت هوك دراسة الشرر الناتج عن ضرب قطعة من الصوان والفولاذ معًا. واكتشف أن الشرارات جزيئات من الفولاذ تصبح حمراء ساخنة وتذوب في كريات. يمكن استغلال هذه الشرارات لإشعال النيران.
في عهد الاستعمار الأمريكي، استُخدم الصوان والصلب لإشعال الحرائق عندما فشلت الأساليب الأسهل. كان الكتان المشتعل يُستخدم عادةً كأداة للقبض على الشرارة وبدء الحريق، لكن إنتاج شرارة جيدة كان يستغرق وقتًا طويلاً. صُمّمت عجلة فولاذية دوارة لتوليد تدفق جيد من الشرر عندما تتفاعل مع الصوان، وكانت هذه الآلة المصممة لإشعال النيران تُعرف باسم "المطحنة".
في الولاعة الحديثة أو الفايرستيل، يُخلط الحديد مع السيريوم والعناصر النادرة الأخرى لتشكيل سبيكة الحديد. وينتج عن هذا الخليط شرارات تتشكل بسهولة عند الكشط وتكون أكثر سخونة من الفولاذ. يعد هذا الارتفاع في درجة الحرارة ضروريًا لإشعال بخار سائل الولاعة.

## الأشغال المعدنية

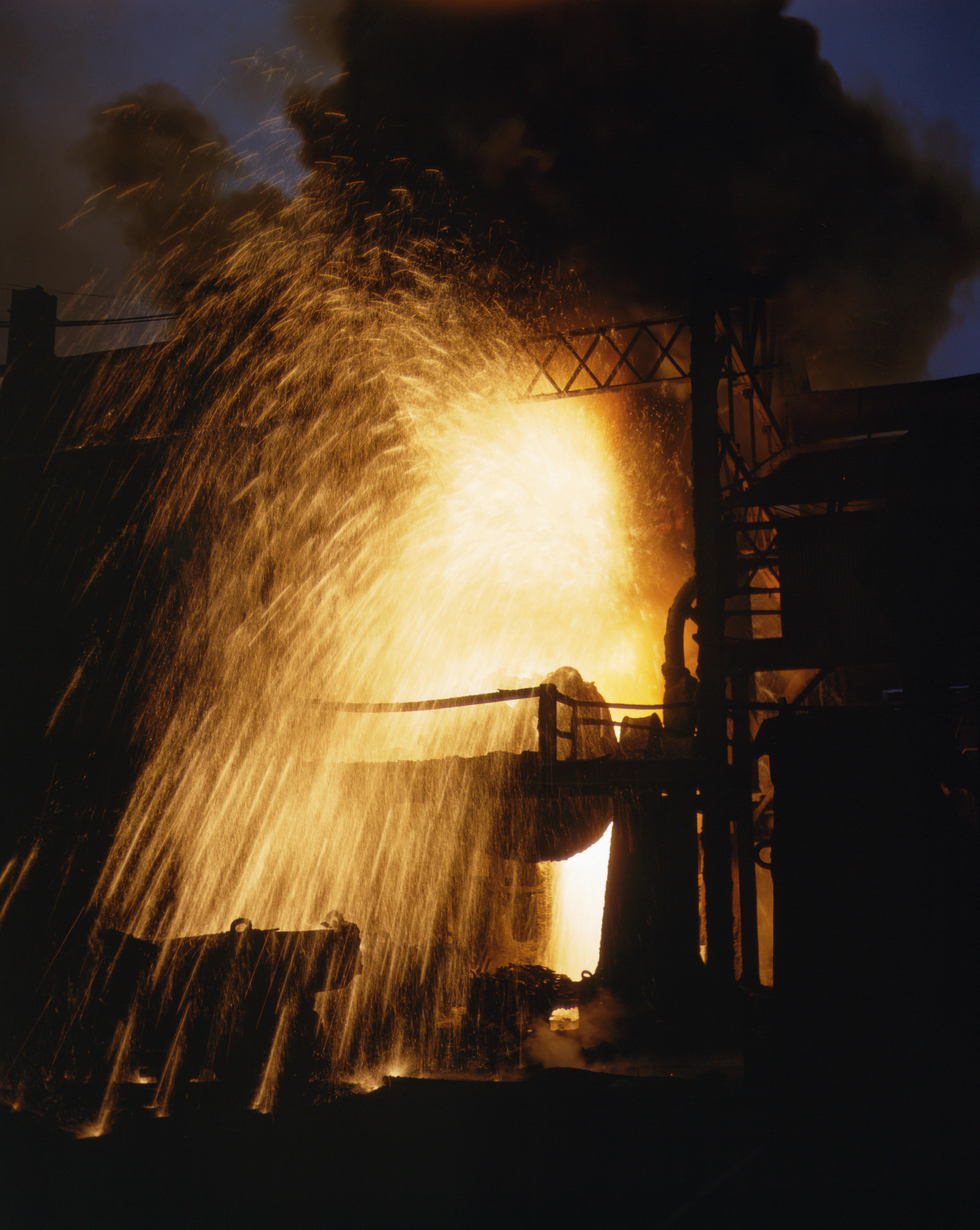
رش شرارات من محول بيسمير أثناء نفخ الهواء عبر المعدن المنصهر

يمكن إنشاء شرارات معدنية منصهرة عند تسخين المعدن بواسطة عمليات، مثل: تحويل بيسمير للحديد إلى صلب، أو لحام بالقوس .

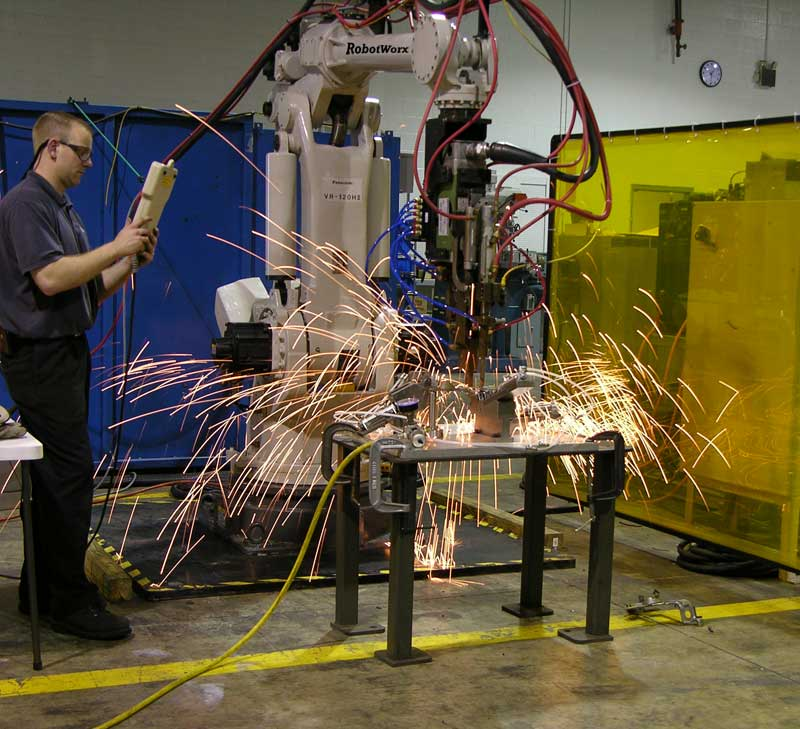
شرارات من روبوت اللحام النقطي

يستخدم اللحام القوسي قوسًا كهربائيًا منخفض الجهد وعالي التيار بين قطب كهربائي والمادة الأساسية لصهر المعادن عند نقطة اللحام، مما يؤدي غالبًا إلى ظهور شرارات. لتقليل مخاطر الحروق، يرتدي عمال اللحام قفازات جلدية ثقيلة وسترات طويلة الأكمام لتجنب التعرض للحرارة الشديدة واللهب والشرر. في اللحام النقطي، تُربط الأسطح المعدنية الملامسة بالحرارة من المقاومة لتدفق التيار الكهربائي. من الشائع أن يُستخرَج رذاذ من الشرر على شكل قطرات معدنية منصهرة من الأجزاء الموصولة.  أو مقاومة التسخين لحام البقعة. 

## الحرائق والشرر مانعات

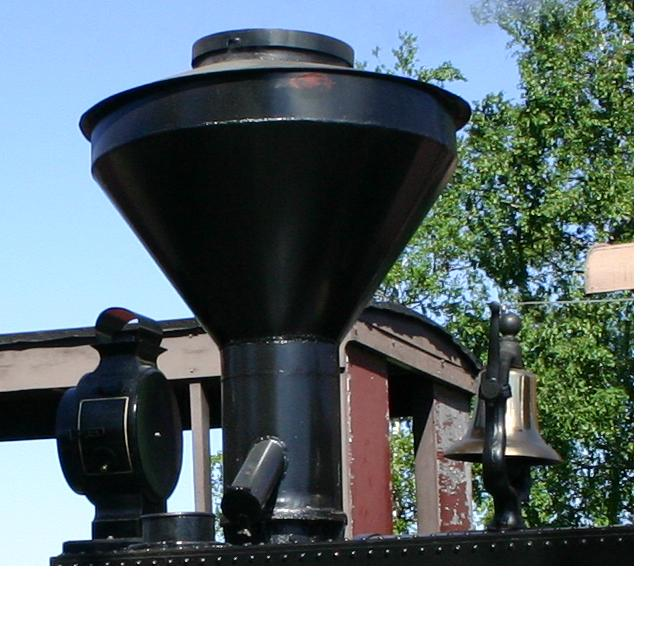
مدخنة مانعة للشرر على قاطرة

قد تنتج الحرائق شرارات حيث تحمل التيارات الهوائية جزيئات الوقود المحترق عالياً. كانت هذه مشكلة كبيرة مع القاطرات البخارية حيث أن الشرر قد يشعل النار في المناظر الطبيعية المجاورة أو حتى في القطار نفسه، خاصة إذا كان المحرك يحرق الخشب بدلاً من الفحم.  لمنع هذا الإزعاج الخطير، اختُرِعت مجموعة متنوعة من مانعات الشرر . 

قد تحتوي مداخن وعوادم المحركات الأخرى التي تعمل بالوقود مثل المحركات البخارية، أو محركات الاحتراق الداخلي على مانعات شرار إذا كان هناك خطر نشوب حريق من تشغيلها. على سبيل المثال، قد تُزوَّد دراجة درب بحاجز طرد مركزي، والذي سوف يحبس القطع المتوهجة من السخام. 

## رمزية

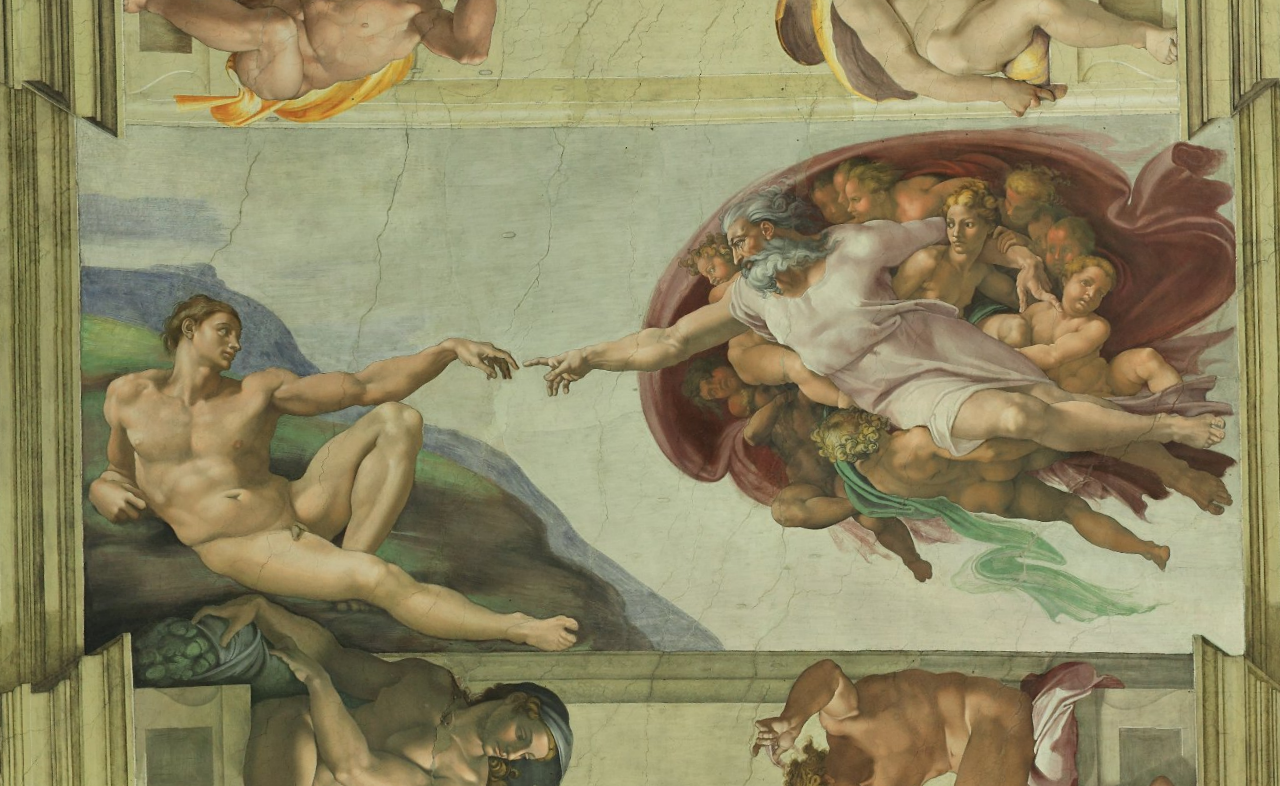
خلق آدم من قبل مايكل أنجلو حيث تمضي شرارة الحياة

تظهر أهمية الشرارة كمصدر لهب أو حريق بشكل واضح، على سبيل المثال، في تسمية وشعار صحيفة لينين (Iskra)، استُخدمت استعارة الشرارة غالبًا في الفلسفة منذ الرواقية، ومؤخرًا بعد جاك لاكان. أصبحت "الشرارة الإبداعية" تعتبر متأصلة في الاستعارة نفسها. تحتوي الفلسفة الحسيدية على عقيدة الشرارات المقدسة  من القبالية لإسحاق لوريا، حيث يوجد واجب لجمع ضوء الخلق المتقطع. 
في سفر أيوب (أيوب 5: 7) مكتوب: "ومع ذلك ، يولد الإنسان في حالة من الضيق كما تتطاير الشرارات إلى أعلى." إن استخدام مترجمي الملك جيمس لكلمة شرارات هنا هو استخدام شعري وليس حرفيًا.  حدد بعض المترجمين شرارات النار على أنهم أبناء رشف - إله كنعاني من البرق والوباء. 